# Gmina Jack Creek

Położenie Gminy Jack Creek w hrabstwie Emmet

Gmina Jack Creek (ang. Jack Creek Township) – gmina w USA, w stanie Iowa, w hrabstwie Emmet. Według danych z 2000 roku gmina miała 135 mieszkańców, a jej powierzchnia wynosi 92,48 km².